# Стороженко, Алексей Алексеевич
Алексей Алексеевич Стороженко (1895 — 22 августа 1938) — советский военный деятель, командир 10-го стрелкового корпуса, комкор.

## Биография
Родился в марте 1895 в Саратове. Там же окончил высшее начальное училище и 1-ю Саратовскую мужскую гимназию. В августе 1914 призван в армию. В декабре того же года окончил ускоренный курс Казанского военного училища. Участник Первой мировой войны, воевал на Юго-Западном фронте. В боях дважды ранен. Дослужился до поручика, командовал ротой в 172-м Лидском стрелковом полку. Добровольно вступил в РККА в апреле 1918 года. Участник Гражданской войны на Южном, Северном и Западном фронтах, участвовал в подавлении мятежного форта «Красная Горка». Адъютант командира и командир стрелкового полка, начальник штаба стрелковой бригады, командир ударной боевой группы. В 1922-1925 начальник 6-й стрелковой дивизии. Член ВКП(б) с 1930 В 1925-1936 годах: после окончания ВАК РККА, начальник 27-й пехотной школы, начальник Объединённой пехотной школы имени Ашенбреннера и Уншлихта. В 1937 командир 10-го стрелкового корпуса, далее с 1937 по 1938 помощник командующего ТОФ по сухопутным войскам.

## Награды
Награждён двумя орденами Красного Знамени (16.07.1920, 20.01.1922)

## Репрессии
Арестован 13 апреля 1938, приговорён ВКВС СССР 22 августа 1938 к ВМН и в тот же день расстрелян, реабилитирован посмертно 14 июля 1956.